# Биоразлагаемые полимеры

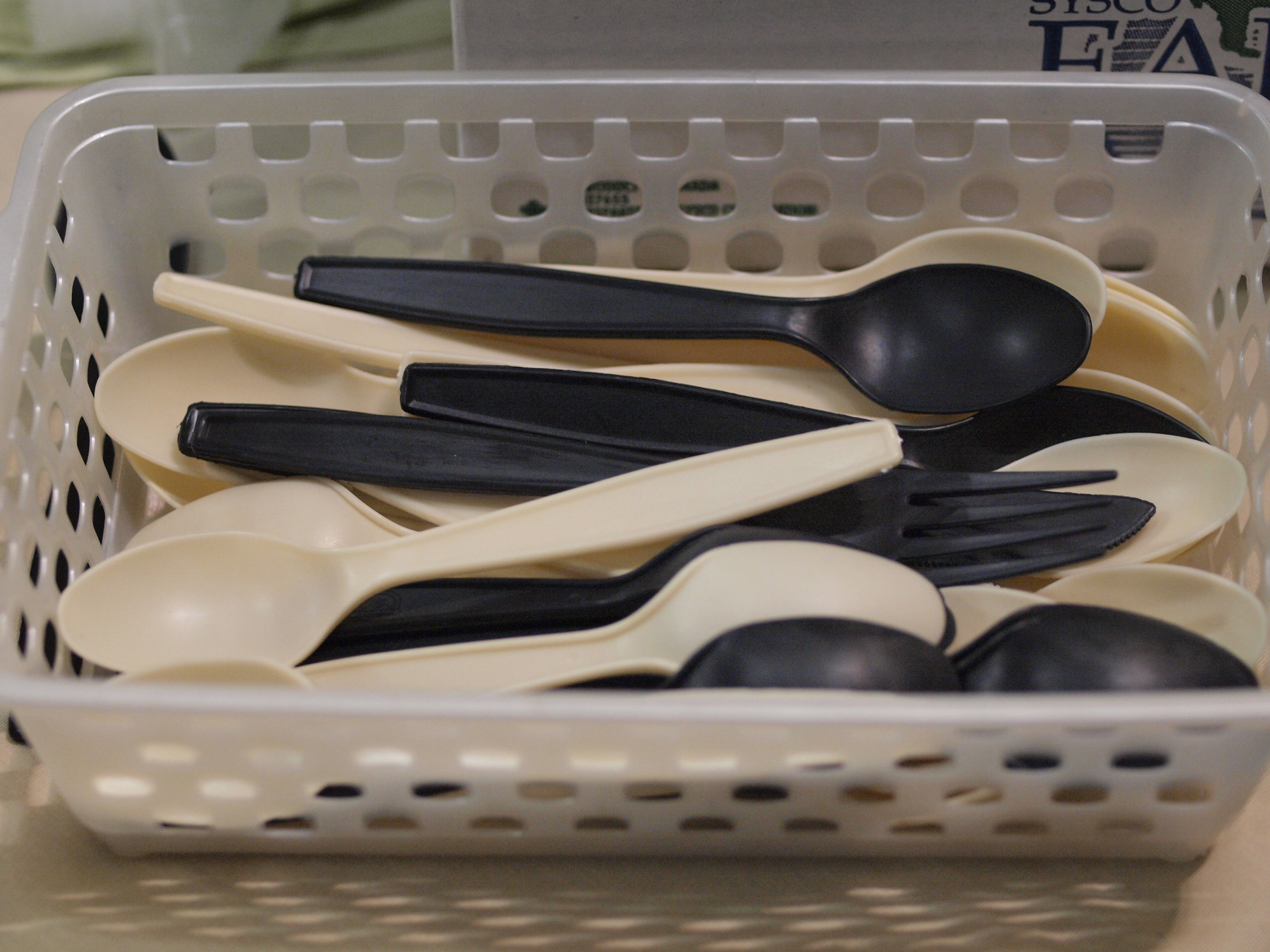
Изделия из биоразлагаемых полимеров

Биоразлагаемые полимеры или биодеградируемые полимеры; материалы с регулируемым сроком эксплуатации	(англ. англ. biodegradable polymers) — полимерные материалы, самопроизвольно разрушающиеся в результате естественных микробиологических и химических процессов.

## Описание
Применение синтетических биоразлагаемых полимеров наиболее актуально для двух сфер жизнедеятельности человека — медицины и защиты окружающей среды.
Большинство полимеров, используемых для производства полимерной упаковки, являются биоинертными (полиэтилен, полипропилен, полиэтилентерефталат, полистирол и др.) и не разлагаются в естественных условиях в течение длительного времени. Это создаёт проблемы в процессе их утилизации, либо, когда это возможно, вторичной переработки. Оба процесса достаточно энерго- и трудозатратны и могут вызывать загрязнение окружающей среды.
В последние годы интенсивно проводятся работы по исследованию и созданию биоразлагаемых полимеров (подвергающихся быстрой деструкции под влиянием факторов окружающей среды, в том числе, разрушающихся под воздействием микроорганизмов), приближающихся по эксплуатационным характеристикам к традиционным полимерным материалам для упаковки. В ряде зарубежных стран (Япония, США, некоторые страны Евросоюза и т. д.) уже сейчас существенная часть упаковочных материалов производится из биоразлагаемых материалов. Из них следует отметить: биоразлагаемые материалы на основе сополимеров полигидроксибутирата и полигидроксивалерата — материал Biopol (фирма ICI, Великобритания); на основе гидроксикарбоновой кислоты и её лактида — Novon (фирма Wamer-Lampert & Co, США); на основе ацетата целлюлозы с различными добавками и пластификаторами — Biocell (Франция); на основе полиамида-6 (6,6) с добавками природного происхождения и синтетических биоразлагаемых олигомеров — Mater-Bi (Novomot, Италия). В США широко распространены биоразлагаемые на открытом воздухе упаковки TONE на основе капролактама.
Одним из перспективных направлений в этой области является использование нанокомпозитов на основе биодеградируемых полимеров и органомодифицированных слоистых силикатов (специальным образом подготовленных природных глин), которые обладают улучшенными механическими и теплофизическими свойствами, а также могут с большей скоростью разлагаться за счет уменьшения степени кристалличности полимера и интеркаляционного введения в межслоевое пространство глины инициаторов деструкции полимера.
В процессе биодеградации макромолекулы сначала распадаются на фрагменты с меньшей молекулярной массой — олигомеры, которые затем перерабатываются бактериями. В конце концов продуктами распада являются углекислый газ и вода.
Биоразлагаемые полимеры, использующиеся в медицине, при контакте с биологическими средами живого организма могут растворяться в этих средах без изменения молекулярной массы или подвергаться биодеструкции по следующим основным механизмам: гидролиз с образованием олигомерных и мономерных продуктов, ферментативный гидролиз и фагоцитарное разрушение (защитная клеточная реакция организма). В реальных условиях скорость биодеструкции обусловлена суммарным действием указанных факторов. Широко используемым в медицине биоразлагаемым полимером является, например, шовный материал для хирургии на основе водорастворимых полимеров. Перспективно использование биоразлагаемых полимеров в качестве имплантатов, которые могут постепенно заменяться в организме костной, хрящевой или другой живой тканью. Одними из первых в тканевой инженерии стали применяться биодеградируемые синтетические биоматериалы на основе полимеров органических кислот, например, молочной (PLA, полилактат) и гликолевой (PGA, полигликолид). Матрицы на основе органических кислот легли в основу создания таких органов и тканей, как кожа, кость, хрящ, сухожилие, мышцы (поперечно-полосатая, гладкая и сердечная), тонкая кишка и др. Особое место среди материалов для биоматрицносителей занимают коллаген, хитозан и альгинат. Коллаген (белковая фракция животных тканей) практически не имеет антигенных свойств. Альгинат — полисахарид из морских водорослей. Хитозан — азотсодержащий полисахарид, который получают из хитиновых панцирей ракообразных и моллюсков. Комбинированный по составу препарат — коллагеново-хитозановый комплекс разрешен Минздравом РФ в качестве перевязочного, ранозаживляющего средства и уже используется в клинической практике в хирургии и стоматологии. Биодеградируемые полимеры могут применяться в качестве носителей лекарственных препаратов в системах с их контролируемым высвобождением.
В РФ промышленным  производителем PLGA в широком диапазоне молекулярных масс с различным соотношением лактида и гликолида является компания «Новохим» г. Томск